# Zwierzęta na podwórzu (obraz Gijsberta de Hondecoetera)
Zwierzęta na podwórzu – obraz olejny namalowany przez holenderskiego malarza Gijsberta de Hondecoetera w 1632, znajdujący się w zbiorach Muzeum Narodowego w Krakowie.

## Opis
Obraz Zwierzęta na podwórzu zalicza się do popularnego w Holandii i Flandrii (szczególnie w XVII wieku) nurtu malarstwa animalistycznego. Obrazy o takiej tematyce, które wówczas powstawały, pomimo swego realizmu miały dosyć często pewną ukrytą wymowę, ponieważ stanowiły aluzję do ludzkich charakterów i zachowań.
Malarz zgromadził na podwórku różne zwierzęta gospodarskie i domowe obok beczki, nosidła na wodę zwanego koromysłem, wiklinowego kosza i przewróconej glinianej miski. Zwierzęta przedstawione zostały z wielką dokładnością, ze starannym odtworzeniem faktury sierści i upierzenia oraz ich kolorystyki, niemal jak na rysunkach w atlasie zoologicznym co wskazuje, że Hondecoeter studiował swoje modele z natury i potrafił uchwycić ich charakterystyczne cechy i zachowania. Przede wszystkim zwraca uwagę dumnie kroczący kogut, który niczym pan podwórka, spogląda z góry na przycupnięte na ziemi dwie pokorne kury. Na misce siedzi napuszony gołąb, a koło beczki widoczne są dwa puszyste króliki. W lewym dolnym rogu obrazu widać przemykającą mysz, a za koszem czai się podstępny kot. Na pierwszym planie u dołu obrazu walają się połamane muszle i skorupy rozbitych glinianych naczyń. W tle w jasnym świetle poranka widać delikatnie namalowany krajobraz charakterystyczny dla autora obrazu.